# Thil (Ain)
Thil es una comuna francesa del departamento de Ain, en la región de Auvernia-Ródano-Alpes. Pertenece a la comunidad de comunas de Miribel et du Plateau

## Geografía
Thil está en el suroeste del departamento y en la orilla derecha del Ródano.

## Demografía
| 282 | 364 | 480 | 588 | 769 | 949 | 1 063 | 1 021 |
| Para los censos de 1962 a 1999 la población legal corresponde a la población sin duplicidades (Fuente: INSEE [Consultar]) |     |     |     |     |     |       |       |